# Опачич, Миланка
Миланка Опачич (серб. Milanka Opačić / Миланка Опачић 17 апреля 1968, Загреб, Хорватия) — хорватская политическая деятельница, вице-премьер Хорватии и министр социальной политики и молодежи в правительстве Зорана Милановича, а также заместительница председателя основной левоцентристской политической силы хорватском парламенте — Социал-демократической партии Хорватии.

## Биография
Окончила факультет политических наук Загребского университета в 1991 году. Впервые избрана в хорватский парламент на выборах 1992 года. Последовательно избиралась депутатом Сабора на выборах 2000, 2003, 2007 и выборах 2011 гг. В 2007 стала заместителем председателя парламентской фракции Социал-демократической партии Хорватии в хорватском парламенте. Была председателем парламентского комитета по делам семьи, молодежи и спорта.
После победы на выборах 2011 года назначается 23 декабря 2011 заместителем премьер-министра и министром социальной политики и молодежи.